# Horpács
Horpács é um município da Hungria, situado no condado de Nógrád. Tem 6,72 km² de área e sua população em 2015 foi estimada em 166 habitantes.